# Louise Schroeder
Louise Schroeder, född 2 april 1887 i Hamburg-Altona, död 4 juni 1957, var en tysk politiker, känd som Berlins borgmästare 1946-1947 och överborgmästare 1947-1948.
Louise Schroeder föddes i en arbetarfamilj i Altona i Hamburg och var yngst av fyra syskon. Hon arbetade som sekreterare och gick 1910 med i SPD där hon engagerade sig i socialpolitik och jämställdhet. Hon var en av de yngsta deltagarna vid nationalförsamlingen i Weimar som beslut om den nya författningen och var sedan riksdagsledamot fram till nazisterna maktövertagande 1933. Hon verkade även vid Deutschen Hochschule für Politik i Berlin. Nazisterna gav henne yrkesförbud och hon flyttade till hemstaden Hamburg och kallades återkommande till förhör. Hon fann senare arbete på ett byggföretag för vilket hon arbetade  för i Danmark där hon var vid krigsslutet. 
Efter krigsslutet återkom Schroeder till Berlin och var medlem av Berlins parlament och från 1949 medlem av Tysklands förbundsdag och även i Europarådet. 1947 valdes hon till tillförordnad överborgmästare, en post hon hade fram tills att Ernst Reuter valdes till överborgmästare i juni 1947. Berlins delning gjorde att Schroeders politiska karriär fortsatte i Västberlin där hon blev borgmästare, ett uppdrag hon lämnade 1951 i samband med att Västberlins senat bildades med Reuter som regerande borgmästare. 
Louise Schroeder blev den första kvinnan att tilldelas titeln hedersmedborgare i Berlin.